# Liste der Bodendenkmäler in Tann (Niederbayern)
Auf dieser Seite sind die Bodendenkmäler in dem niederbayerischen Markt Tann zusammengestellt. Diese Tabelle ist eine Teilliste der Liste der Bodendenkmäler in Bayern. Grundlage ist die Bayerische Denkmalliste, die auf Basis des Bayerischen Denkmalschutzgesetzes vom 1. Oktober 1973 erstmals erstellt wurde und seither durch das Bayerische Landesamt für Denkmalpflege geführt wird. Die folgenden Angaben ersetzen nicht die rechtsverbindliche Auskunft der Denkmalschutzbehörde.

## Bodendenkmäler in Tann

### Bodendenkmäler in der Gemarkung Tann
| Lage            | Objekt | Akten-Nr.     | Bild |
| --------------- | --- | ------------- | ---- |
| Tann (Standort) | Untertägige mittelalterliche und frühneuzeitliche Befunde und Funde im Bereich der katholischen Pfarr- und Wallfahrtskirche St. Peter und Paul in Tann und ihrer Vorgängerbauten sowie dem zugehörigen Friedhof. Siehe auch: St. Peter und Paul (Tann) | D-2-7643-0007 |      |
| Tann (Standort) | Untertägige mittelalterliche und frühneuzeitliche Befunde und Funde im Bereich der katholischen Filialkirche St. Leonhard in Eichhornseck und ihrer Vorgängerbauten. Siehe auch: St. Leonhard (Eichhornseck)                                           | D-2-7643-0025 |      |

### Bodendenkmäler in der Gemarkung Walburgskirchen
| Lage                       | Objekt | Akten-Nr.     | Bild |
| -------------------------- | --- | ------------- | ---- |
| Walburgskirchen (Standort) | Ringwall vor- und frühgeschichtlicher Zeitstellung (Oeder Burg, Schloßberg). | D-2-7643-0001 |      |
| Walburgskirchen (Standort) | Untertägige mittelalterliche und frühneuzeitliche Befunde und Funde im Bereich der katholischen Pfarrkirche St. Walburga in Walburgskirchen und ihrer Vorgängerbauten mit zugehörigem Friedhof. Siehe auch: St. Walburga (Walburgskirchen) | D-2-7643-0014 |      |

### Bodendenkmäler in der Gemarkung Zimmern
| Lage               | Objekt | Akten-Nr.     | Bild |
| ------------------ | --- | ------------- | ---- |
| Zimmern (Standort) | Untertägige mittelalterliche und frühneuzeitliche Befunde und Funde im Bereich der katholischen Pfarrkirche St. Michael in Zimmern und ihrer Vorgängerbauten mit zugehörigem Friedhof. Siehe auch: St. Michael (Zimmern) | D-2-7643-0024 |      |
| Zimmern (Standort) | Untertägige mittelalterliche und frühneuzeitliche Befunde und Funde im Bereich der katholischen Pfarrkirche St. Petrus in Eiberg und ihrer Vorgängerbauten mit zugehörigem Friedhof. Siehe auch: St. Petrus (Eiberg)     | D-2-7643-0055 |      |